# Fuiay
Fuiay est une île du Royaume-Uni située en Écosse.